# 1814 w polityce

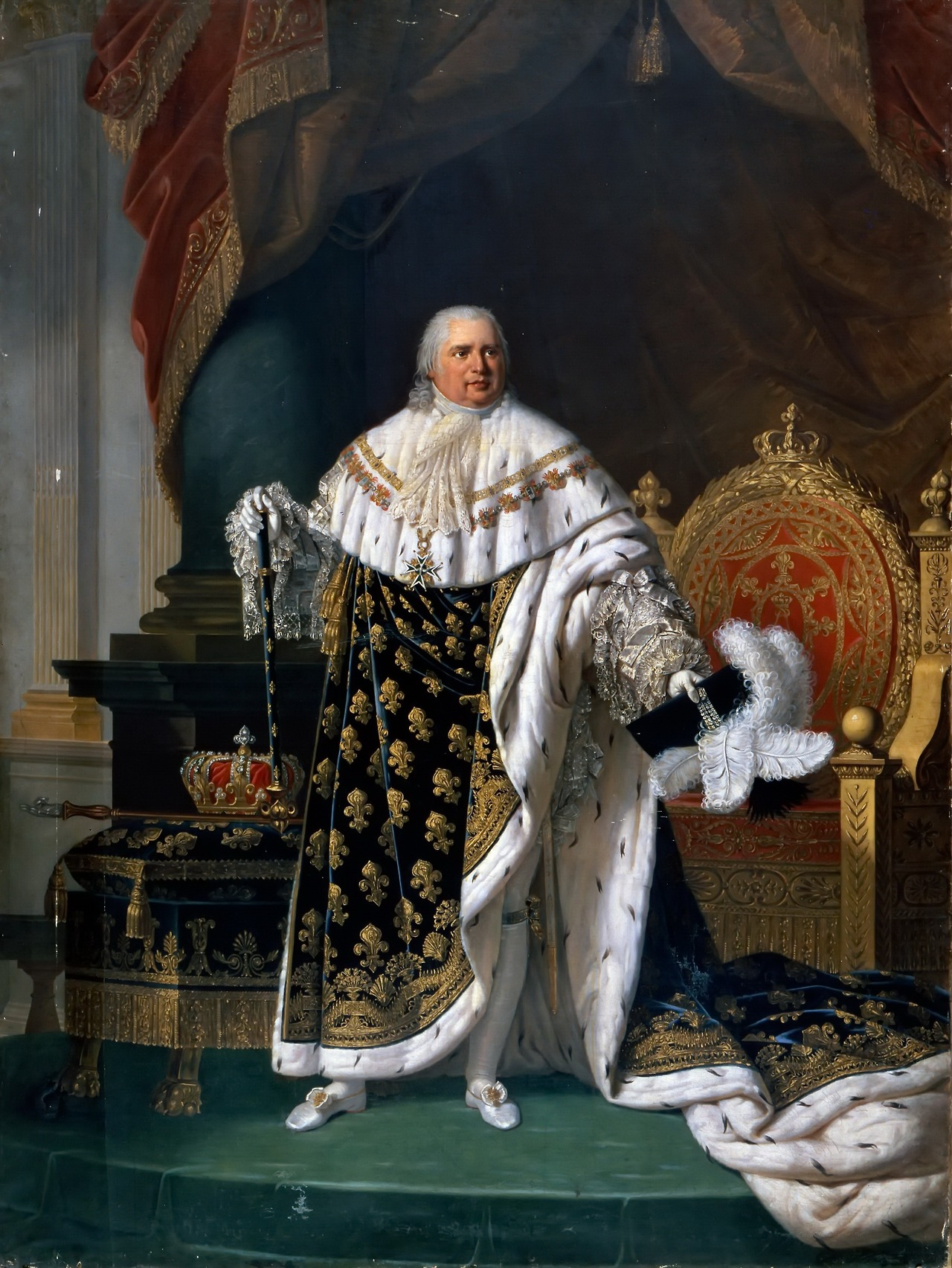
Robert Lefèvre, Portret Ludwika XVIII w szatach koronacyjnych

Wydarzenia polityczne w 1814 roku.

## Wydarzenia
- 29 stycznia Bitwa pod Brienne-le-Château[1]. Napoleon pokonał pruskiego marszałka Gebhard Leberechta von Blücher.
- Ludwik XVIII został królem Francji[2].
- Arthur Wellesley został mianowany księciem[3].

## Urodzili się
- 19 grudnia Maria Antonietta Sycylijska, księżniczka Królestwa Obojga Sycylii[4].

## Zmarli
- 29 maja Józefina, cesarzowa francuska[5].
- 16 października Franciszek Ksawery Rydzyński, biskup i senator Księstwa Warszawskiego[6].
- Grzegorz Kochanowicz, biskup greckokatolicki[7].
- Johann Jakob Pistor, niemiecki generał w służbie rosyjskiej[8].